# Сульшер, Уле Гуннар
У́ле Гу́ннар Су́льшер (встречается вариант Сол(ь)скьяер; норв. Ole Gunnar Solskjær, норвежский: [ˈûːlə ˈɡʉ̂nːɑr ˈsûːlʂæːr] (слушать)о файле; род. 26 февраля 1973[…], Кристиансунн, Мёре-ог-Ромсдал) — норвежский футболист и футбольный тренер. Выступал на позиции нападающего. После завершения карьеры игрока тренировал резервный состав «Манчестер Юнайтед», «Кардифф Сити», «Молде» и «Манчестер Юнайтед». Главный тренер турецкого клуба «Бешикташ».
Главный тренер «Манчестер Юнайтед» Алекс Фергюсон часто выпускал Сульшера на поле не в стартовом составе, а на замену во втором тайме (он занимает второе место по количеству выходов на замену за всю историю клуба — 150 раз — уступая лидерство лишь Райану Гиггзу, выходившему на замену 161 раз), после чего Сульшер удачно включался в игру и нередко забивал важные голы. Этим футболист заработал себе прозвище «Суперзапасной», а за выражение лица его прозвали «Убийца с лицом младенца».

## Клубная карьера

### Ранние годы

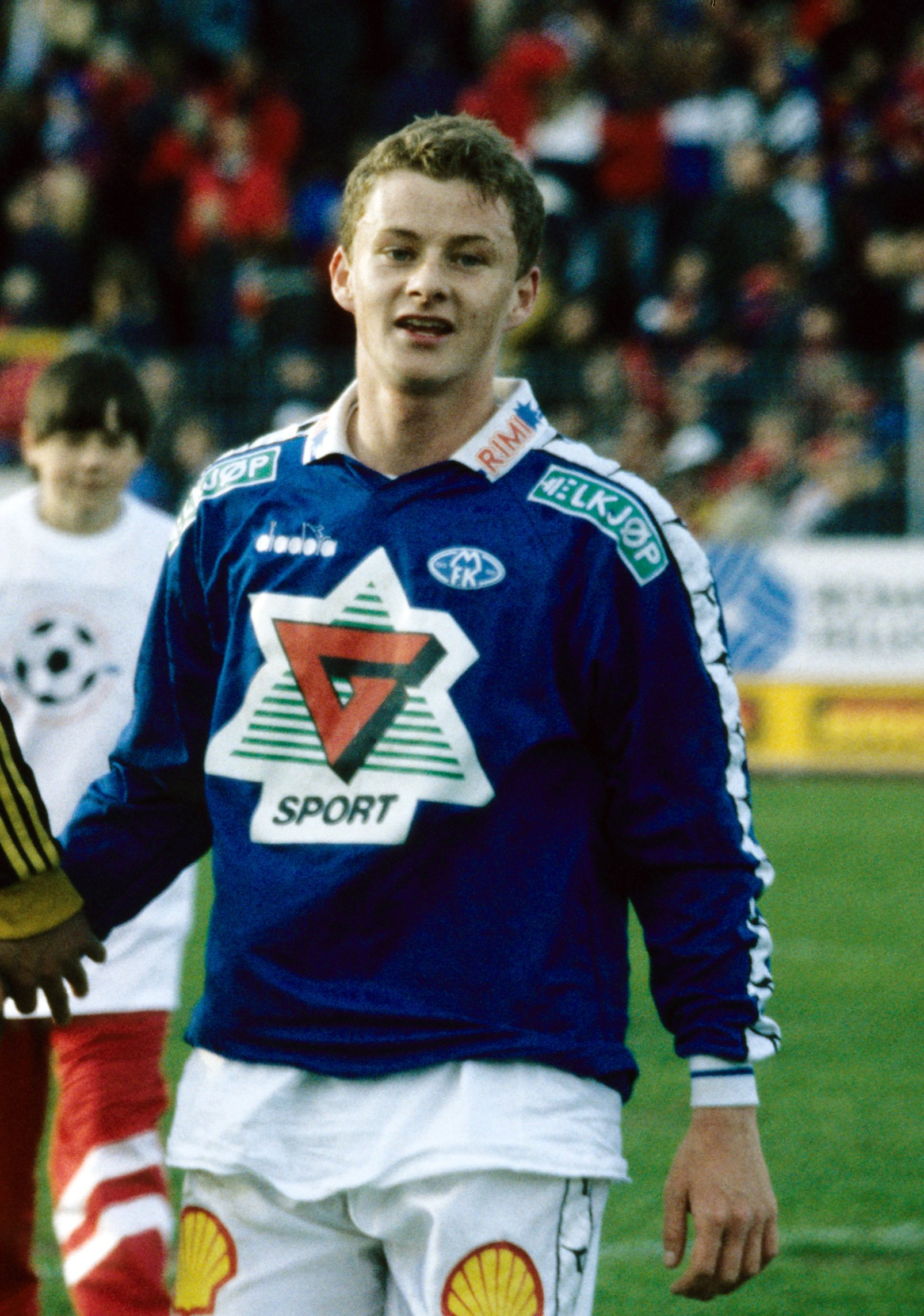
Сульшер в составе «Молде» в 1996 году

Уле Гуннар Сульшер родился в Кристиансунне. В детстве занимался борьбой. Его отец Ойвинд Сульшер — чемпион Норвегии по классической борьбе 1966—1971 гг. После игры на первых порах в третьем футбольном дивизионе за клуб «Клаусененген», в 1995 году Уле Гуннар перешёл в клуб «Молде», выступающий в высшем дивизионе норвежского чемпионата, забил 31 гол в 42 матчах. Своей игрой он заработал себе место в сборной, незадолго до того как начал привлекать к себе интерес самых больших клубов со всей Европы.

### «Манчестер Юнайтед»

#### Первые сезоны
Летом 1996 года английский клуб «Манчестер Юнайтед» заплатил 1,5 миллиона фунтов стерлингов за трансфер Сульшера. Это произошло после неудачных попыток манчестерского клуба приобрести Алана Ширера у «Блэкберн Роверс»; Ширер в итоге перешёл в «Ньюкасл Юнайтед». Уле практически сразу нашёл себя в новой команде, отличившись уже в своём дебютном матче. Свой первый гол Сульшер забил 25 августа в ворота «Блэкберн Роверс» спустя шесть минут после своего выхода на замену. Интересно, что свой последний гол в карьере норвежец забил также в ворота «Блэкберна» 31 марта 2007 года и тоже спустя шесть минут после выхода на замену. В дальнейшем Уле почти регулярно играл за основной состав, став в итоге в своём дебютном сезоне с 19 голами лучшим бомбардиром команды, 18 из которых он забил в Премьер-лиге.
В свой первый сезон в «Юнайтед» он выиграл Премьер-лигу и помог команде в полуфинале Лиги чемпионов, когда забил во второй игре с дортмундской «Боруссией», но его гол был не засчитан, поскольку судья усмотрел нарушение. В дополнение к этому он был номинирован на приз PFA как лучший молодой игрок 1997 года, однако награду выиграл одноклубник Сульшера Дэвид Бекхэм.
Сезон 1997/98 выдался для Сульшера не очень удачным из-за травм, в чемпионате он забил только 6 мячей.
Начало сезона 1998/99 было наполнено слухами, что Сульшер покинет «Олд Траффорд» после того, как 12-миллионный контракт с «Манчестер Юнайтед» подписал Дуайт Йорк. Но благодаря доверию к нему со стороны Алекса Фергюсона и поддержке болельщиков Сульшер решил остаться в «Юнайтед» и бороться за своё место в составе. Автор победного гола в драматичном матче 4 раунда Кубка Англии с «Ливерпулем». Спустя две недели Сульшер переписал книги рекордов, снова выйдя на замену в матче против «Ноттингем Форест» на «Сити Граунд», забив четыре гола и приняв тем самым участие во впечатляющей победе «Юнайтед» со счётом 8:1, что стало новым рекордом чемпионата по разгромам в гостевых матчах.

#### Финал Лиги чемпионов 1999 года
В финале Лиги чемпионов 1999 года мюнхенская «Бавария» вела со счётом 1:0 на «Камп Ноу» практически весь матч, но когда шли добавленные 3 минуты, Тедди Шерингем и Сульшер, вышедшие на замены, забили по мячу в компенсированное арбитром время и привели «Манчестер Юнайтед» к победе со счётом 2:1. После матча Сульшер заявил: «Спасибо за лучшую ночь в моей жизни, это было лучше, чем моя первая брачная ночь».

#### «Всё как всегда»
Сезон 1999/2000 не отличался для Сульшера от предыдущих, он забил 15 мячей, в 20 матчах в стартовом составе, и 21 раз выходя на замену. Его игровая форма неизбежно вела к разговорам о том, что он покинет «Олд Траффорд». «Тоттенхэм Хотспур» и «Лидс Юнайтед» проявляли интерес к норвежскому нападающему, но в конце сезона 1999/2000 он изъявил желание остаться на «Олд Траффорд» до своего 33-летия.
Сульшер выиграл свой четвёртый титул чемпиона Англии в сезоне 2000/01, забив 13 мячей в 47 играх. В сезоне 2001/02 Уле на пару с Рудом ван Нистелроем посадили на скамейку Энди Коула и Дуайта Йорка.
После небольшой паузы Уле забил свой 100-й мяч за «Юнайтед» в стартовом матче сезона 2002/03. Девять голов Сульшера в чемпионате помогли «Юнайтед» обойти долгое время лидировавший в том сезоне «Арсенал» в заключительные недели первенства, и выиграть свой 15-й чемпионский титул, который стал 5-м для Уле в составе клуба.

#### Травма и возвращение
В сентябре 2003 года Сульшер получил тяжёлую травму колена, вскоре после того, как забил свой 115-й гол в «Юнайтед» в матче Лиги чемпионов с греческим «Панатинаикосом». Сезон для Уле практически закончился, несмотря на краткосрочное возвращение в состав команды в конце чемпионата, включая появление в финальном матче Кубка Англии против «Миллуолла», тяжёлая травма поставила под угрозу продолжение футбольной карьеры Сульшера.
В начале сезона 2004/05 появились слухи, что карьера Уле завершена, но после ещё одной операции на травмированном колене и длительного периода реабилитации он сумел восстановиться. Норвежец вернулся на поле в игре с «Бирмингемом» 28 декабря 2005 года, которая завершилась вничью 2:2 и затем принял участие ещё в 5 матчах. Несмотря на длительное отсутствие в составе команды, Сульшер остаётся одним из любимейших игроков «Юнайтед» среди болельщиков, которые даже в его отсутствие всегда распевали на трибунах «Олд Траффорд» его имя. Он популярен среди фанов не только потому, что стал автором победного гола в финальном матче Лиги чемпионов 1999, но и потому, что единственный из игроков основного состава оказал поддержку болельщикам в их борьбе против покупки клуба Малкольмом Глейзером.

#### Последние годы карьеры
31 марта 2006 года Сульшер подписал новый контракт с «Юнайтед» до конца сезона 2008. Пережив ещё одну операцию на колене, Уле вернулся в строй к началу предсезонной подготовки 2007 года. Сульшер забил дважды в ворота «Орландо Пайретс» (4:0), по голу «Престону» (2:1), «Порту» (3:1).
На 82-й минуте матча против «Чарльтона» Райан Гиггз передал капитанскую повязку вышедшему вместо него Уле Гуннару Сульшеру, и вскоре Уле представился отличный шанс забить свой первый гол с сентября 2003 года. Сульшер мощным ударом отправил мяч в сетку после хорошего прохода Саа по левому флангу.
В матче Лиги чемпионов против шотландского «Селтика» (3:2) вышедший на замену Сульшер удачно сыграл на добивании, забив гол в этом матче, который стал первым для норвежца в Лиге чемпионов за последние три года.
По итогам сезона Сульшер стал шестикратным чемпионом Премьер-лиги.
В конце августа 2007 года Сульшер объявил об уходе из футбола. Он остался в «Манчестер Юнайтед» и работал там в качестве тренера нападающих.
Прощальный матч Уле Гуннара Сульшера состоялся 2 августа 2008 года на «Олд Траффорд» против испанского «Эспаньола» (1:0).

#### Рекорды Сульшера
Уле Гуннар Сульшер является рекордсменом «Юнайтед» по числу выходов на замену и забитых голов после выхода со скамейки запасных. 150 раз норвежец выходил на замену и забил 28 мячей. Он является также рекордсменом Английской Премьер-лиги по этому показателю. На его счету 17 мячей в чемпионате Англии, забитых после того как он менял на поле своих партнёров. В матче против «Ноттингем Форест» в феврале 1999 года, выйдя на замену за 18 минут до конца встречи, забил четыре мяча в ворота соперника, что является рекордом Премьер-лиги.

## Тренерская карьера

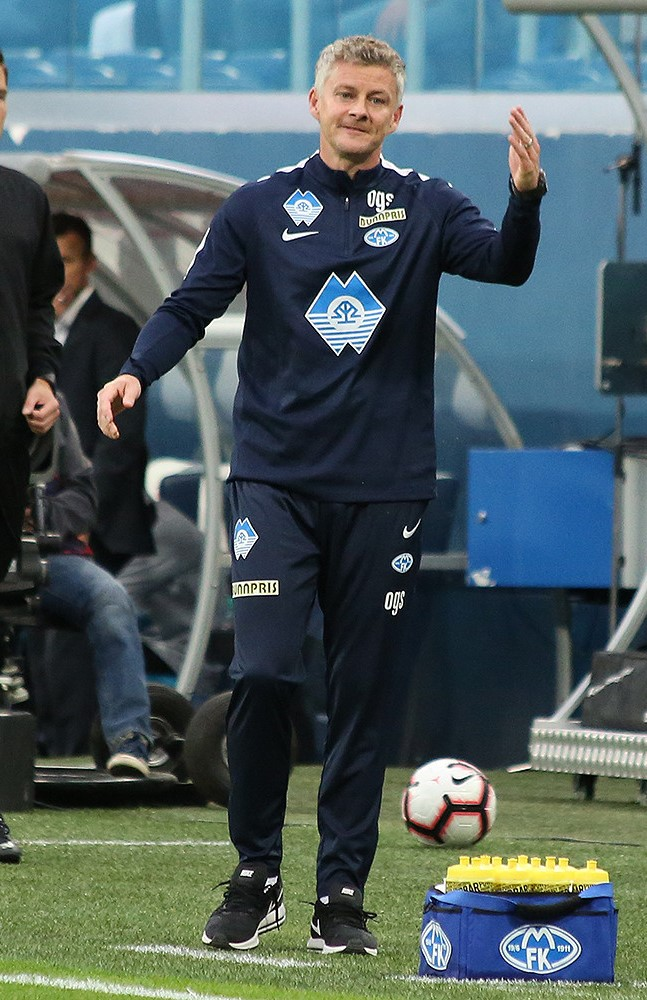
Сульшер в качестве главного тренера «Молде»

Проработав 2007 год в качестве тренера нападающих, в 2008 году Сульшер стал главным тренером резервистов «Манчестер Юнайтед». В июле под его руководством команда выиграла Большой кубок Ланкашира (впервые с 1969 года), победив в финале соревнования «Ливерпуль» со счётом 3:2.

### «Молде»
9 ноября 2010 года Сульшер был назначен главным тренером норвежского клуба «Молде». 31 октября 2011 привёл клуб к первой в истории победе в чемпионате Норвегии.
11 ноября 2012 года в матче 29-го тура чемпионата Норвегии «Молде» со счётом 1:0 обыграл «Хонефосс», что позволило команде Сульшера второй раз подряд завоевать чемпионский титул.
24 ноября 2013 года «Молде» под руководством Сульшера завоевывает третий трофей, обыграв в финале Кубка Норвегии «Русенборг». К 72-й минуте счёт был 2:1 в пользу «Русенборга», но за оставшееся время подопечные Сульшера смогли забить три гола и, победив со счётом 4:2, завоевать трофей.

### «Кардифф Сити»
2 января 2014 года Уле Гуннар Сульшер был назначен главным тренером валлийского клуба «Кардифф Сити», выступающего в английской Премьер-лиге. В первом матче Сульшера «Кардифф Сити» в третьем раунде Кубка Англии обыграл «Ньюкасл Юнайтед» на «Сент-Джеймс Парк» со счётом 2:1, что позволило команде пройти в следующий раунд турнира. 18 сентября 2014 года был уволен с поста главного тренера «Кардифф Сити» из-за плохих результатов команды.

### Возвращение в «Молде»
21 октября 2015 года вернулся в «Молде», подписав с клубом контракт сроком на три с половиной года. «Молде» занял второе место в чемпионате в 2017 и 2018 году. В 2018 году контракт Сульшера с командой был продлён до конца сезона 2021 года.

### «Манчестер Юнайтед»
19 декабря 2018 года был назначен исполняющим обязанности главного тренера «Манчестер Юнайтед» до окончания сезона 2018/19.
В первом матче под руководством Сульшера «красные дьяволы» крупно обыграли «Кардифф Сити» со счётом 5:1. В первых своих восьми матчах Сульшер одержал восемь побед, став первым главным тренером в истории клуба, которому удалось подобное достижение. По итогам января 2019 года норвежский специалист был признан лучшим тренером месяца в Премьер-лиге.
28 марта 2019 года «Манчестер Юнайтед» назначил Сульшера главным тренером на постоянной основе, заключив с норвежцем трёхлетний контракт. Сезон 2018/19 «Юнайтед» завершил на 6-м месте. В следующем сезоне команда под руководством Сульшера заняла в Премьер-лиге третье место, а во всех кубковых турнирах (Кубок лиги, Кубок Англии, Лига Европы) дошла до полуфиналов, но не смогла выиграть ни один из них.
12 января 2021 года, после победы над «Бернли» в перенесённом матче 1-го тура сезона 2020/21, «красные дьяволы» впервые с 2012 года захватили лидерство в чемпионате. 2 февраля Сульшер добыл крупнейшую победу в качестве главного тренера команды, обыграв «Саутгемптон» со счётом 9:0.
21 ноября 2021 года был уволен с поста главного тренера «Манчестер Юнайтед».

## Достижения

### Достижения в качестве игрока

#### Командные достижения
«Манчестер Юнайтед»
- Чемпион английской Премьер-лиги (6): 1996/97, 1998/99, 1999/2000, 2000/01, 2002/03, 2006/07
- Обладатель Кубка Англии (2): 1999, 2004
- Победитель Лиги чемпионов УЕФА: 1999
- Обладатель Суперкубка Англии (2): 1996, 2003
- Обладатель Межконтинентального кубка: 1999

#### Личные достижения
- Обладатель Приза Книксена:
  - Футболист года в Норвегии: 1996
  - Почётная премия Книксена: 2007

### Тренерские достижения

#### Командные достижения
«Манчестер Юнайтед» (до 21 года)
- Обладатель Большого кубка Ланкашира: 2009
- Обладатель Большого кубка Манчестера: 2009
- Чемпион Премьер-лиги для резервистов (север): 2010
- Чемпион Премьер-лиги для резервистов: 2010

«Молде»
- Чемпион Норвегии (2): 2011, 2012
- Обладатель Кубка Норвегии: 2013

«Манчестер Юнайтед»
- Финалист Лиги Европы УЕФА: 2020/21

#### Личные достижения
- Обладатель Приза Книксена:
  - Тренер года в Норвегии (2): 2011, 2012
- Тренер месяца английской Премьер-лиги: январь 2019[20]

### Государственные награды
- Кавалер Ордена Святого Олафа I степени (19 ноября 2007)

## Семья
Жена Силье. Трое детей — сыновья Ноа и Элайджа, дочь Карна (род. 3 марта 2003). 31 января 2022 года Карна дебютировала в женской команде «Манчестер Юнайтед».

## Статистика

### Выступления за клубы
| Клуб              | Сезон            | Лига | Лига | Кубки | Кубки | Еврокубки | Еврокубки | Прочие | Прочие | Итого | Итого |
| Клуб              | Сезон            | Игры | Голы | Игры  | Голы  | Игры      | Голы      | Игры   | Голы   | Игры  | Голы  |
| ----------------- | ---------------- | ---- | ---- | ----- | ----- | --------- | --------- | ------ | ------ | ----- | ----- |
| Клаусененген      | 1990             | ?    | ?    | ?     | ?     | -         | -         | 0      | 0      | ?     | ?     |
| Клаусененген      | 1991             | ?    | ?    | ?     | ?     | -         | -         | 0      | 0      | ?     | ?     |
| Клаусененген      | 1992             | ?    | ?    | 0     | 0     | -         | -         | 0      | 0      | ?     | ?     |
| Клаусененген      | 1993             | ?    | ?    | 1+    | 1+    | -         | -         | 0      | 0      | ?     | ?     |
| Клаусененген      | 1994             | ?    | 31   | ?     | ?     | -         | -         | 0      | 0      | ?     | ?     |
| Клаусененген      | Итого            | 109  | 115  | 1+    | 1+    | 0         | 0         | 0      | 0      | 110+  | 116+  |
| Молде             | 1995             | 26   | 20   | 4     | 6     | 4         | 3         | 0      | 0      | 34    | 29    |
| Молде             | 1996             | 16   | 11   | 4     | 1     | 0         | 0         | 0      | 0      | 20    | 12    |
| Молде             | Итого            | 42   | 31   | 8     | 7     | 4         | 3         | 0      | 0      | 54    | 41    |
| Манчестер Юнайтед | 1996/97          | 33   | 18   | 3     | 0     | 10        | 1         | 0      | 0      | 46    | 19    |
| Манчестер Юнайтед | 1997/98          | 22   | 6    | 2     | 2     | 6         | 1         | 0      | 0      | 30    | 9     |
| Манчестер Юнайтед | 1998/99          | 19   | 12   | 11    | 4     | 6         | 2         | 1      | 0      | 37    | 18    |
| Манчестер Юнайтед | 1999/00          | 28   | 12   | 1     | 0     | 11        | 3         | 6      | 0      | 46    | 15    |
| Манчестер Юнайтед | 2000/01          | 31   | 10   | 4     | 3     | 11        | 0         | 1      | 0      | 47    | 13    |
| Манчестер Юнайтед | 2001/02          | 30   | 17   | 2     | 1     | 15        | 7         | 0      | 0      | 47    | 25    |
| Манчестер Юнайтед | 2002/03          | 37   | 9    | 6     | 2     | 14        | 4         | 0      | 0      | 57    | 15    |
| Манчестер Юнайтед | 2003/04          | 13   | 0    | 3     | 0     | 2         | 1         | 1      | 0      | 19    | 1     |
| Манчестер Юнайтед | 2004/05          | 0    | 0    | 0     | 0     | 0         | 0         | 0      | 0      | 0     | 0     |
| Манчестер Юнайтед | 2005/06          | 3    | 0    | 2     | 0     | 0         | 0         | 0      | 0      | 5     | 0     |
| Манчестер Юнайтед | 2006/07          | 19   | 7    | 7     | 3     | 6         | 1         | 0      | 0      | 32    | 11    |
| Манчестер Юнайтед | Итого            | 235  | 91   | 41    | 15    | 81        | 20        | 9      | 0      | 366   | 126   |
| Всего за карьеру  | Всего за карьеру | 386  | 237  | 50+   | 23+   | 85        | 23        | 9      | 0      | 530+  | 283+  |

### Выступления за сборную
За сборную Норвегии по футболу сыграл 67 матчей и забил 23 гола.
Первый матч: 26.11.1995 с Ямайкой (1:1)
| Сборная Норвегии | Сборная Норвегии | Сборная Норвегии |
| Год              | Игры             | Голы             |
| ---------------- | ---------------- | ---------------- |
| 1995             | 2                | 1                |
| 1996             | 6                | 3                |
| 1997             | 2                | 1                |
| 1998             | 9                | 3                |
| 1999             | 8                | 5                |
| 2000             | 10               | 1                |
| 2001             | 7                | 3                |
| 2002             | 9                | 2                |
| 2003             | 7                | 2                |
| 2004             | 2                | 0                |
| 2005             | 0                | 0                |
| 2006             | 4                | 2                |
| 2007             | 1                | 0                |
| Итого            | 67               | 23               |

### Матчи Сульшера за сборную Норвегии
| Матчи Сульшера за сборную Норвегии | Матчи Сульшера за сборную Норвегии | Матчи Сульшера за сборную Норвегии | Матчи Сульшера за сборную Норвегии | Матчи Сульшера за сборную Норвегии | Матчи Сульшера за сборную Норвегии |
| ---------------------------------- | ---------------------------------- | ---------------------------------- | ---------------------------------- | ---------------------------------- | ---------------------------------- |
| №                                  | Дата                               | Соперник                           | Счёт                               | Голы Сульшера                      | Соревнование                       |
| 1                                  | 26 ноября 1995                     | Ямайка                             | 1:1                                | 1                                  | Товарищеский матч                  |
| 2                                  | 29 ноября 1995                     | Тринидад и Тобаго                  | 2:3                                | —                                  | Товарищеский матч                  |
| 3                                  | 27 марта 1996                      | Северная Ирландия                  | 2:0                                | 1                                  | Товарищеский матч                  |
| 4                                  | 24 апреля 1996                     | Испания                            | 0:0                                | —                                  | Товарищеский матч                  |
| 5                                  | 2 июня 1996                        | Азербайджан                        | 5:0                                | 2                                  | Чемпионат мира 1998 (отбор)        |
| 6                                  | 1 сентября 1996                    | Грузия                             | 1:0                                | —                                  | Товарищеский матч                  |
| 7                                  | 9 октября 1996                     | Венгрия                            | 3:0                                | —                                  | Чемпионат мира 1998 (отбор)        |
| 8                                  | 10 ноября 1996                     | Швейцария                          | 1:0                                | —                                  | Чемпионат мира 1998 (отбор)        |
| 9                                  | 29 марта 1997                      | ОАЭ                                | 4:1                                | —                                  | Товарищеский матч                  |
| 10                                 | 30 апреля 1997                     | Финляндия                          | 1:1                                | 1                                  | Чемпионат мира 1998 (отбор)        |
| 11                                 | 25 марта 1998                      | Бельгия                            | 2:2                                | 1                                  | Товарищеский матч                  |
| 12                                 | 20 мая 1998                        | Мексика                            | 5:2                                | —                                  | Товарищеский матч                  |
| 13                                 | 27 мая 1998                        | Саудовская Аравия                  | 6:0                                | 2                                  | Товарищеский матч                  |
| 14                                 | 10 июня 1998                       | Марокко                            | 2:2                                | —                                  | Чемпионат мира 1998                |
| 15                                 | 23 июня 1998                       | Бразилия                           | 2:1                                | —                                  | Чемпионат мира 1998                |
| 16                                 | 27 июня 1998                       | Италия                             | 0:1                                | —                                  | Чемпионат мира 1998                |
| 17                                 | 19 августа 1998                    | Румыния                            | 0:0                                | —                                  | Товарищеский матч                  |
| 18                                 | 6 сентября 1998                    | Латвия                             | 1:3                                | —                                  | Чемпионат Европы 2000 (отбор)      |
| 19                                 | 14 октября 1998                    | Албания                            | 2:2                                | —                                  | Чемпионат Европы 2000 (отбор)      |
| 20                                 | 10 февраля 1999                    | Италия                             | 0:0                                | —                                  | Товарищеский матч                  |
| 21                                 | 27 марта 1999                      | Греция                             | 2:0                                | 2                                  | Чемпионат Европы 2000 (отбор)      |
| 22                                 | 28 апреля 1999                     | Грузия                             | 4:1                                | 1                                  | Чемпионат Европы 2000 (отбор)      |
| 23                                 | 18 августа 1999                    | Литва                              | 1:0                                | —                                  | Товарищеский матч                  |
| 24                                 | 4 сентября 1999                    | Греция                             | 1:0                                | —                                  | Чемпионат Европы 2000 (отбор)      |
| 25                                 | 8 сентября 1999                    | Словения                           | 4:0                                | 1                                  | Чемпионат Европы 2000 (отбор)      |
| 26                                 | 9 октября 1999                     | Латвия                             | 2:1                                | 1                                  | Чемпионат Европы 2000 (отбор)      |
| 27                                 | 14 ноября 1999                     | Германия                           | 0:1                                | —                                  | Товарищеский матч                  |
| 28                                 | 29 марта 2000                      | Швейцария                          | 2:2                                | —                                  | Товарищеский матч                  |
| 29                                 | 26 апреля 2000                     | Бельгия                            | 0:2                                | —                                  | Товарищеский матч                  |
| 30                                 | 27 мая 2000                        | Словакия                           | 2:0                                | 1                                  | Товарищеский матч                  |
| 31                                 | 3 июня 2000                        | Италия                             | 1:0                                | —                                  | Товарищеский матч                  |
| 32                                 | 13 июня 2000                       | Испания                            | 1:0                                | —                                  | Чемпионат Европы 2000              |
| 33                                 | 18 июня 2000                       | Югославия                          | 0:1                                | —                                  | Чемпионат Европы 2000              |
| 34                                 | 21 июня 2000                       | Словения                           | 0:0                                | —                                  | Чемпионат Европы 2000              |
| 35                                 | 2 сентября 2000                    | Армения                            | 0:0                                | —                                  | Чемпионат мира 2002 (отбор)        |
| 36                                 | 7 октября 2000                     | Уэльс                              | 1:1                                | —                                  | Чемпионат мира 2002 (отбор)        |
| 37                                 | 11 октября 2000                    | Украина                            | 0:1                                | —                                  | Чемпионат мира 2002 (отбор)        |
| 38                                 | 28 февраля 2001                    | Северная Ирландия                  | 4:0                                | —                                  | Товарищеский матч                  |
| 39                                 | 24 марта 2001                      | Польша                             | 2:3                                | 1                                  | Чемпионат мира 2002 (отбор)        |
| 40                                 | 28 марта 2001                      | Беларусь                           | 1:2                                | 1                                  | Чемпионат мира 2002 (отбор)        |
| 41                                 | 25 апреля 2001                     | Болгария                           | 2:1                                | —                                  | Товарищеский матч                  |
| 42                                 | 15 августа 2001                    | Турция                             | 1:1                                | 1                                  | Товарищеский матч                  |
| 43                                 | 1 сентября 2001                    | Польша                             | 0:3                                | —                                  | Чемпионат мира 2002 (отбор)        |
| 44                                 | 5 сентября 2001                    | Уэльс                              | 3:2                                | —                                  | Чемпионат мира 2002 (отбор)        |
| 45                                 | 13 февраля 2002                    | Бельгия                            | 0:1                                | —                                  | Товарищеский матч                  |
| 46                                 | 17 апреля 2002                     | Швеция                             | 0:0                                | —                                  | Товарищеский матч                  |
| 47                                 | 14 мая 2002                        | Япония                             | 3:0                                | 1                                  | Товарищеский матч                  |
| 48                                 | 22 мая 2002                        | Исландия                           | 1:1                                | 1                                  | Товарищеский матч                  |
| 49                                 | 21 августа 2002                    | Нидерланды                         | 0:1                                | —                                  | Товарищеский матч                  |
| 50                                 | 7 сентября 2002                    | Дания                              | 2:2                                | —                                  | Чемпионат Европы 2004 (отбор)      |
| 51                                 | 12 октября 2002                    | Румыния                            | 1:0                                | —                                  | Чемпионат Европы 2004 (отбор)      |
| 52                                 | 16 октября 2002                    | Босния и Герцеговина               | 2:0                                | —                                  | Чемпионат Европы 2004 (отбор)      |
| 53                                 | 20 ноября 2002                     | Австрия                            | 1:0                                | —                                  | Товарищеский матч                  |
| 54                                 | 12 февраля 2003                    | Греция                             | 0:1                                | —                                  | Товарищеский матч                  |
| 55                                 | 2 апреля 2003                      | Люксембург                         | 2:0                                | 1                                  | Чемпионат Европы 2004 (отбор)      |
| 56                                 | 22 мая 2003                        | Финляндия                          | 2:0                                | —                                  | Товарищеский матч                  |
| 57                                 | 7 июня 2003                        | Дания                              | 0:1                                | —                                  | Чемпионат Европы 2004 (отбор)      |
| 58                                 | 11 июня 2003                       | Румыния                            | 1:1                                | 1                                  | Чемпионат Европы 2004 (отбор)      |
| 59                                 | 20 августа 2003                    | Шотландия                          | 0:0                                | —                                  | Товарищеский матч                  |
| 60                                 | 6 сентября 2003                    | Босния и Герцеговина               | 0:1                                | —                                  | Чемпионат Европы 2004 (отбор)      |
| 61                                 | 28 апреля 2004                     | Россия                             | 3:2                                | —                                  | Товарищеский матч                  |
| 62                                 | 27 мая 2004                        | Уэльс                              | 0:0                                | —                                  | Товарищеский матч                  |
| 63                                 | 16 августа 2006                    | Бразилия                           | 1:1                                | —                                  | Товарищеский матч                  |
| 64                                 | 2 сентября 2006                    | Венгрия                            | 4:1                                | 2                                  | Чемпионат Европы 2008 (отбор)      |
| 65                                 | 6 сентября 2006                    | Молдова                            | 2:0                                | —                                  | Чемпионат Европы 2008 (отбор)      |
| 66                                 | 7 октября 2006                     | Греция                             | 0:1                                | —                                  | Чемпионат Европы 2008 (отбор)      |
| 67                                 | 7 февраля 2007                     | Хорватия                           | 1:2                                | —                                  | Товарищеский матч                  |

Итого: 67 матчей / 23 гола; 30 побед, 20 ничьих, 17 поражений.

### Тренерская статистика
| Команда           | Начало работы   | Завершение работы | Показатели | Показатели | Показатели | Показатели | Показатели | Показатели | Показатели | Показатели |
| Команда           | Начало работы   | Завершение работы | И          | В          | Н          | П          | МЗ         | МП         | РМ         | % побед    |
| ----------------- | --------------- | ----------------- | ---------- | ---------- | ---------- | ---------- | ---------- | ---------- | ---------- | ---------- |
| Молде             | 9 ноября 2010   | 2 января 2014     | 125        | 69         | 25         | 31         | 236        | 143        | +93        | 055,20     |
| Кардифф Сити      | 2 января 2014   | 18 сентября 2014  | 30         | 9          | 5          | 16         | 34         | 57         | −23        | 030,00     |
| Молде             | 21 октября 2015 | 19 декабря 2018   | 118        | 66         | 20         | 32         | 221        | 144        | +77        | 055,93     |
| Манчестер Юнайтед | 19 декабря 2018 | 21 ноября 2021    | 168        | 91         | 37         | 40         | 308        | 183        | +125       | 054,17     |
| Бешикташ          | 17 января 2025  | н.в.              | 26         | 14         | 4          | 8          | 49         | 22         | +27        | 053,85     |
| Итого             | Итого           | Итого             | 467        | 249        | 91         | 127        | 848        | 557        | +291       | 053,32     |